# Les Granges-le-Roi
Les Granges-le-Roi je  [lɛ ɡʁɑ̃ʒ lǝ ʁwa] francouzská obec v jihozápadní části metropolitní oblasti Paříže ve Francii v departmentu Essonne a regionu Île-de-France. Od centra Paříže je vzdálena 46 km.

## Geografie
Les Granges-le-Roi sousedí s Dourdan, Corbreuse, Roinville, Richarville a La Forêt-le-Roi.

## Vývoj počtu obyvatel
Počet obyvatel

## Památky
- kostel sv. Leonarda
- opatství Notre-Dame de l'Ouÿe